# 12e législature du Canada

La distribution initiale des sièges au commencement de la

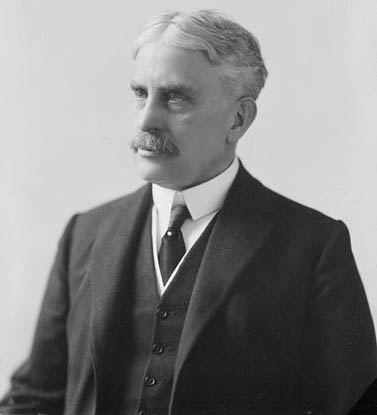
Sir Robert Borden fut premier ministre durant la.

La 12e législature du Canada fut en session du 15 novembre 1911 au 6 octobre 1917. Sa composition fut déterminée par les élections de 1911, tenues le 21 septembre 1911, et fut légèrement modifiée par des démissions et des élections partielles jusqu'à sa dissolution pour les élections de 1917. Avec 5 ans, 10 mois et 22 jours, cette législature fut la plus longue de toute l'histoire parlementaire canadienne. La législature dépassa la limite établie à 5 années par l'Acte de l'Amérique du Nord britannique pour une législature à la suite du déclenchement de la Première Guerre mondiale.   
Cette législature fut contrôlée par le Parti conservateur et le Parti libéral-conservateur dirigés par le premier ministre Robert Borden. L'Opposition officielle fut détenue par le Parti libéral et l'ancien premier ministre Wilfrid Laurier. La dernière année en temps de guerre du parlement fut dominée par la Crise de la conscription. Durant cette période, Borden établi une coalition sous le nom de Parti unioniste, incluant des députés libéraux. Malgré le fait que Laurier refusa de joindre la coalition, certains de ces députés qui supportaient Borden décidèrent de se nommer Libéral-unioniste. Le gouvernement formée par l'Union reporta les élections de 1917.
Les Présidents furent d'abord Thomas Simpson Sproule et ensuite Albert Sévigny.
Voici les 7 sessions parlementaires de la 12e législature:
| Session | Début            | Fin               |
| ------- | ---------------- | ----------------- |
| 1re     | 15 novembre 1911 | 1er avril 1912    |
| 2e      | 21 novembre 1912 | 6 juin 1913       |
| 3e      | 15 janvier 1914  | 15 juin 1914      |
| 4e      | 18 août 1914     | 22 août 1914      |
| 5th     | 4 février 1915   | 15 avril 1915     |
| 6e      | 12 janvier 1916  | 18 mai 1916       |
| 7e      | 18 janvier 1917  | 20 septembre 1917 |

## Liste des députés
Les circonscriptions marquées d'un astérisque (*) indiquent qu'elles sont représentées par deux députés.

### Alberta
| Circonscription | Circonscription | Nom                      | Parti        |
| --------------- | --------------- | ------------------------ | ------------ |
| Calgary         |                 | Richard Bedford Bennett  | Conservateur |
| Edmonton        |                 | Frank Oliver             | Libéral      |
| Macleod         |                 | David Warnock            | Libéral      |
| Medicine Hat    |                 | William Ashbury Buchanan | Libéral      |
| Red Deer        |                 | Michael Clark            | Libéral      |
| Strathcona      |                 | James McCrie Douglas     | Libéral      |
| Victoria        |                 | William Henry White      | Libéral      |

### Colombie-Britannique
| Circonscription     | Circonscription | Nom                                               | Parti        |
| ------------------- | --------------- | ------------------------------------------------- | ------------ |
| Comox—Atlin         |                 | Herbert Sylvester Clements                        | Conservateur |
| Kootenay            |                 | Arthur Samuel Goodeve (au 4 mai 1912)             | Conservateur |
| Kootenay            |                 | Robert Francis Green (élection partielle en 1912) | Conservateur |
| Nanaimo             |                 | Francis Henry Shepherd                            | Conservateur |
| New Westminster     |                 | James Davis Taylor                                | Conservateur |
| Vancouver (Cité de) |                 | Henry Herbert Stevens                             | Conservateur |
| Victoria            |                 | George Henry Barnard                              | Conservateur |
| Yale—Cariboo        |                 | Martin Burrell (au 10 octobre 1911)               | Conservateur |
| Yale—Cariboo        |                 | Martin Burrell (élection partielle en 1911)       | Conservateur |

### Île-du-Prince-Édouard
| Circonscription | Circonscription | Nom                    | Parti        |
| --------------- | --------------- | ---------------------- | ------------ |
| King's          |                 | James Joseph Hughes    | Libéral      |
| Prince          |                 | James William Richards | Libéral      |
| Queen's*        |                 | Angus Alexander McLean | Conservateur |
| Queen's*        |                 | Donald Nicholson       | Conservateur |

### Manitoba
| Circonscription    | Circonscription | Nom                                                                                   | Parti        |
| ------------------ | --------------- | ------------------------------------------------------------------------------------- | ------------ |
| Brandon            |                 | James Albert Manning Aikins                                                           | Conservateur |
| Dauphin            |                 | Robert Cruise                                                                         | Libéral      |
| Lisgar             |                 | William Henry Sharpe                                                                  | Conservateur |
| Macdonald          |                 | William D. Staples (au 10 avril 1912)                                                 | Conservateur |
| Macdonald          |                 | Alexander Morrison (élection partielle en 1912, élection annulée le 10 novembre 1913) | Conservateur |
| Macdonald          |                 | Alexander Morrison (élection partielle en 1913)                                       | Conservateur |
| Marquette          |                 | William James Roche (au 10 octobre 1911)                                              | Conservateur |
| Marquette          |                 | William James Roche (élection partielle en 1911)                                      | Conservateur |
| Portage la Prairie |                 | Arthur Meighen (au 26 juin 1913)                                                      | Conservateur |
| Portage la Prairie |                 | Arthur Meighen (élection partielle en 1913)                                           | Conservateur |
| Provencher         |                 | John Patrick Molloy                                                                   | Libéral      |
| Selkirk            |                 | George Henry Bradbury                                                                 | Conservateur |
| Souris             |                 | Frederick Laurence Schaffner                                                          | Conservateur |
| Winnipeg           |                 | Alexander Haggart (démissionne le 11 octobre 1911)                                    | Conservateur |
| Winnipeg           |                 | Robert Rogers (élection partielle en 1911)                                            | Conservateur |

### Nouveau-Brunswick
| Circonscription             | Circonscription | Nom                                                     | Parti        |
| --------------------------- | --------------- | ------------------------------------------------------- | ------------ |
| Carleton                    |                 | Frank Broadstreet Carvell                               | Libéral      |
| Charlotte                   |                 | Thomas Aaron Hartt                                      | Conservateur |
| Cité et Comté de Saint-Jean |                 | John Waterhouse Daniel (démissionne le 17 octobre 1911) | Conservateur |
| Cité et Comté de Saint-Jean |                 | John Douglas Hazen (élection partielle en 1911)         | Conservateur |
| Cité de Saint-Jean          |                 | William Pugsley                                         | Libéral      |
| Gloucester                  |                 | Onésiphore Turgeon                                      | Libéral      |
| Kent                        |                 | Ferdinand Robidoux                                      | Conservateur |
| King's et Albert            |                 | George William Fowler                                   | Conservateur |
| Northumberland              |                 | William Stewart Loggie                                  | Libéral      |
| Restigouche                 |                 | James Reid                                              | Libéral      |
| Sunbury—Queen's             |                 | Hugh Havelock McLean                                    | Libéral      |
| Victoria                    |                 | Pius Michaud                                            | Libéral      |
| Westmorland                 |                 | Henry Emmerson (décès le 9 juillet 1914)                | Libéral      |
| Westmorland                 |                 | Arthur Bliss Copp (élection partielle en 1915)          | Libéral      |
| York                        |                 | Oswald Smith Crocket (au 11 décembre 1913)              | Conservateur |
| York                        |                 | Harry Fulton McLeod (élection partielle en 1913)        | Conservateur |

### Nouvelle-Écosse
| Circonscription          | Circonscription | Nom                                                             | Parti        |
| ------------------------ | --------------- | --------------------------------------------------------------- | ------------ |
| Annapolis                |                 | Avard Longley Davidson                                          | Conservateur |
| Antigonish               |                 | William Chisholm                                                | Libéral      |
| Cap-Breton-Sud           |                 | William F. Carroll                                              | Libéral      |
| Cap-Breton-Victoria-Nord |                 | Daniel Duncan McKenzie                                          | Libéral      |
| Colchester               |                 | John Stanfield                                                  | Conservateur |
| Cumberland               |                 | Edgar Nelson Rhodes                                             | Conservateur |
| Digby                    |                 | Clarence Jameson                                                | Conservateur |
| Guysborough              |                 | John Howard Sinclair                                            | Libéral      |
| Halifax*                 |                 | Robert Laird Borden (au 10 octobre 1911)                        | Conservateur |
| Halifax*                 |                 | Alexander Kenneth Maclean                                       | Libéral      |
| Halifax*                 |                 | Robert Laird Borden (élection partielle en 1911)                | Conservateur |
| Hants                    |                 | Hadley Brown Tremain                                            | Conservateur |
| Inverness                |                 | Alexander William Chisholm                                      | Libéral      |
| Kings                    |                 | Arthur de Witt Foster                                           | Conservateur |
| Lunenburg                |                 | Dugald Stewart                                                  | Conservateur |
| Pictou                   |                 | Edward Mortimer Macdonald                                       | Libéral      |
| Richmond                 |                 | George William Kyte                                             | Libéral      |
| Shelburne et Queen's     |                 | Fleming Blanchard McCurdy                                       | Conservateur |
| Yarmouth                 |                 | Bowman Brown Law                                                | Libéral      |
| Yarmouth                 |                 | Bowman Brown Law décéda lors de l'incendie du Parlement en 1916 | Vacant       |

### Ontario
| Circonscription            | Circonscription | Nom                                                 | Parti                    |
| -------------------------- | --------------- | --------------------------------------------------- | ------------------------ |
| Algoma-Est                 |                 | William Ross Smyth                                  | Conservateur             |
| Algoma-Ouest               |                 | Arthur Cyril Boyce                                  | Conservateur             |
| Brantford                  |                 | William Foster Cockshutt                            | Conservateur             |
| Brant                      |                 | John Henry Fisher                                   | Conservateur             |
| Brockville                 |                 | John Webster                                        | Conservateur             |
| Bruce-Nord                 |                 | Hugh Clark                                          | Conservateur             |
| Bruce-Sud                  |                 | James J. Donnelly (au 26 mai 1913, nommé au Sénat)  | Conservateur             |
| Bruce-Sud                  |                 | Reuben Eldridge Truax (élection partielle en 1913)  | Libéral                  |
| Carleton                   |                 | Edward Kidd (décès le 16 septembre 1912)            | Conservateur             |
| Carleton                   |                 | William Foster Garland (élection partielle en 1912) | Conservateur             |
| Dufferin                   |                 | John Best                                           | Conservateur             |
| Dundas                     |                 | Andrew Broder                                       | Conservateur             |
| Durham                     |                 | Charles Jonas Thornton                              | Conservateur             |
| Elgin-Est                  |                 | David Marshall                                      | Conservateur             |
| Elgin-Ouest                |                 | Thomas Wilson Crothers (au 10 octobre 1911)         | Conservateur             |
| Elgin-Ouest                |                 | Thomas Wilson Crothers (élection partielle en 1911) | Conservateur             |
| Essex-Nord                 |                 | Oliver James Wilcox                                 | Conservateur             |
| Essex-Sud                  |                 | Alfred Henry Clarke                                 | Libéral                  |
| Frontenac                  |                 | John Wesley Edwards                                 | Conservateur             |
| Glengarry                  |                 | John Angus McMillan                                 | Libéral                  |
| Grenville                  |                 | John Dowsley Reid (au 10 octobre 1911)              | Conservateur             |
| Grenville                  |                 | John Dowsley Reid (by-election of 1911-10-27)       | Conservateur             |
| Grey-Est                   |                 | Thomas Simpson Sproule                              | Conservateur             |
| Grey-Nord                  |                 | William Sora Middlebro                              | Conservateur             |
| Grey-Sud                   |                 | Robert James Ball                                   | Conservateur             |
| Haldimand                  |                 | Francis Ramsey Lalor                                | Conservateur             |
| Halton                     |                 | David Henderson                                     | Conservateur             |
| Hamilton-Est               |                 | Samuel Barker                                       | Conservateur             |
| Hamilton-Ouest             |                 | Thomas Joseph Stewart                               | Conservateur             |
| Hastings-Est               |                 | William Barton Northrup                             | Conservateur             |
| Hastings-Ouest             |                 | Edward Guss Porter                                  | Conservateur             |
| Huron-Est                  |                 | James Bowman                                        | Conservateur             |
| Huron-Ouest                |                 | Edward Norman Lewis                                 | Conservateur             |
| Huron-Sud                  |                 | Jonathan Joseph Merner                              | Conservateur             |
| Huron-Ouest                |                 | Edward Norman Lewis                                 | Conservateur             |
| Kent-Est                   |                 | David Alexander Gordon                              | Libéral                  |
| Kent-Ouest                 |                 | Archibald Blake McCoig                              | Libéral                  |
| Kingston                   |                 | William Folger Nickle                               | Conservateur             |
| Lambton-Est                |                 | Joseph Elijah Armstrong                             | Conservateur             |
| Lambton-Ouest              |                 | Frederick Forsyth Pardee                            | Libéral                  |
| Lanark-Nord                |                 | William Thoburn                                     | Conservateur             |
| Lanark-Sud                 |                 | John Graham Haggart (décès le 13 mars 1913)         | Conservateur             |
| Lanark-Sud                 |                 | Adelbert Edward Hanna (élection partielle en 1913)  | Conservateur             |
| Leeds                      |                 | George Taylor (démissionne le 25 octobre 1911)      | Conservateur             |
| Leeds                      |                 | William Thomas White (élection partielle en 1911)   | Conservateur             |
| Lennox et Addington        |                 | William James Paul                                  | Conservateur             |
| Lincoln                    |                 | Edward Arthur Lancaster                             | Conservateur             |
| London                     |                 | Thomas Beattie (décès le 2 décembre 1914)           | Conservateur             |
| London                     |                 | William Gray (élection partielle en 1915)           | Conservateur             |
| Middlesex-Est              |                 | Peter Elson (décès le 11 juin 1913)                 | Conservateur             |
| Middlesex-Est              |                 | Samuel Francis Glass (élection partielle en 1913)   | Conservateur             |
| Middlesex-Nord             |                 | George Adam Elliott                                 | Conservateur             |
| Middlesex-Ouest            |                 | Duncan Campbell Ross                                | Libéral                  |
| Muskoka                    |                 | William Wright                                      | Conservateur             |
| Nipissing                  |                 | George Gordon (démissionne le 25 octobre 1911)      | Conservateur             |
| Nipissing                  |                 | Francis Cochrane (élection partielle en 1911)       | Conservateur             |
| Norfolk                    |                 | William Andrew Charlton                             | Libéral                  |
| Northumberland-Est         |                 | Henry Joseph Walker                                 | Conservateur             |
| Northumberland-Ouest       |                 | Charles Arthur Munson                               | Conservateur             |
| Ontario-Nord               |                 | Samuel Simpson Sharpe                               | Conservateur             |
| Ontario-Sud                |                 | William Smith                                       | Conservateur             |
| Ottawa (Cité d')*          |                 | John Léo Chabot                                     | Conservateur             |
| Ottawa (Cité d')*          |                 | Alfred Ernest Fripp                                 | Conservateur             |
| Oxford-Nord                |                 | Edward Walter Nesbitt                               | Libéral                  |
| Oxford-Sud                 |                 | Donald Sutherland                                   | Conservateur             |
| Parry Sound                |                 | James Arthurs                                       | Conservateur             |
| Peel                       |                 | Richard Blain                                       | Conservateur             |
| Perth-Nord                 |                 | Hugh Boulton Morphy                                 | Conservateur             |
| Perth-Sud                  |                 | Michael Steele (en)                                 | Conservateur             |
| Peterborough-Est           |                 | John Albert Sexsmith                                | Conservateur             |
| Peterborough-Ouest         |                 | John Hampden Burnham                                | Conservateur             |
| Prescott                   |                 | Edmond Proulx                                       | Libéral                  |
| Prince Edward              |                 | Bernard Rickart Hepburn                             | Conservateur             |
| Renfrew-Nord               |                 | Gerald Verner White                                 | Conservateur             |
| Renfrew-Sud                |                 | Thomas Andrew Low (démissionne)                     | Libéral                  |
| Renfrew-Sud                |                 | George Perry Graham (élection partielle en 1912)    | Libéral                  |
| Russell                    |                 | Charles Murphy                                      | Libéral                  |
| Simcoe-Est                 |                 | William Humphrey Bennett                            | Conservateur             |
| Simcoe-Nord                |                 | John Allister Currie                                | Conservateur             |
| Simcoe-Sud                 |                 | Haughton Lennox                                     | Conservateur             |
| Simcoe-Sud                 |                 | William Alves Boys (élection partielle en 1912)     | Conservateur             |
| Stormont                   |                 | Duncan Orestes Alguire                              | Conservateur             |
| Thunder-Bay et Rainy-River |                 | John James Carrick                                  | Conservateur             |
| Toronto-Centre             |                 | Edmund James Bristol                                | Conservateur             |
| Toronto-Est                |                 | Albert Edward Kemp                                  | Conservateur             |
| Toronto-Est                |                 | Albert Edward Kemp (élection partielle en 1916)     | Conservateur             |
| Toronto-Nord               |                 | George Eulas Foster                                 | Conservateur             |
| Toronto-Nord               |                 | George Eulas Foster (élection partielle en 1911)    | Conservateur             |
| Toronto-Ouest              |                 | Edmund Boyd Osler                                   | Conservateur             |
| Toronto-Sud                |                 | Angus Claude Macdonell                              | Conservateur             |
| Toronto-Ouest              |                 | Edmund Boyd Osler                                   | Conservateur             |
| Victoria                   |                 | Sam Hughes                                          | Libéral-conservateur     |
| Victoria                   |                 | Sam Hughes (élection partielle en 1911)             | Libéral-conservateur     |
| Waterloo-Nord              |                 | William George Weichel                              | Conservateur             |
| Waterloo-Sud               |                 | George Adam Clare (décédé en fonction)              | Conservateur             |
| Waterloo-Sud               |                 | Frank Stewart Scott (élection partielle en 1915)    | Conservateur             |
| Welland                    |                 | William Manley German                               | Libéral                  |
| Wellington-Nord            |                 | William Aurelius Clarke                             | Conservateur             |
| Wellington-Sud             |                 | Hugh Guthrie                                        | Libéral                  |
| Wentworth                  |                 | Gordon Crooks Wilson                                | Conservateur             |
| York-Centre                |                 | Thomas George Wallace                               | Conservateur             |
| York-Nord                  |                 | John Alexander Macdonald Armstrong                  | Conservateur             |
| York-Sud                   |                 | William Findlay Maclean                             | Conservateur indépendant |

### Québec
| Circonscription                 | Circonscription | Nom                                                                                   | Parti                    |
| ------------------------------- | --------------- | ------------------------------------------------------------------------------------- | ------------------------ |
| Argenteuil                      |                 | George Halsey Perley                                                                  | Conservateur             |
| Bagot                           |                 | Joseph Edmond Marcile                                                                 | Libéral                  |
| Beauce                          |                 | Henri Sévérin Béland                                                                  | Libéral                  |
| Beauharnois                     |                 | Louis-Joseph Papineau                                                                 | Conservateur             |
| Bellechasse                     |                 | Joseph-Octave Lavallée                                                                | Conservateur             |
| Berthier                        |                 | Joseph-Arthur Barrette                                                                | Conservateur             |
| Bonaventure                     |                 | Charles Marcil                                                                        | Libéral                  |
| Brome                           |                 | George Harold Baker                                                                   | Conservateur             |
| Chambly—Verchères               |                 | Joseph Hormisdas Rainville                                                            | Conservateur             |
| Champlain                       |                 | Pierre Édouard Blondin (au 20 octobre 1914)                                           | Conservateur             |
| Champlain                       |                 | Pierre Édouard Blondin (élection partielle en 1914)                                   | Conservateur             |
| Charlevoix                      |                 | Rodolphe Forget                                                                       | Conservateur             |
| Chicoutimi—Saguenay             |                 | Joseph Girard                                                                         | Conservateur             |
| Châteauguay                     |                 | James Pollock Brown (décès le 30 mai 1913)                                            | Libéral                  |
| Châteauguay                     |                 | James Morris (élection partielle en 1913)                                             | Conservateur             |
| Compton                         |                 | Frederick Robert Cromwell                                                             | Conservateur             |
| Deux-Montagnes                  |                 | Joseph Arthur Calixte Éthier                                                          | Libéral                  |
| Dorchester                      |                 | Albert Sévigny (au 8 janvier 1917)                                                    | Conservateur             |
| Dorchester                      |                 | Albert Sévigny (élection partielle en 1917)                                           | Conservateur             |
| Drummond—Arthabaska             |                 | Joseph Ovide Brouillard                                                               | Libéral                  |
| Gaspé                           |                 | Louis-Philippe Gauthier                                                               | Conservateur             |
| Hochelaga                       |                 | Louis Coderre (au 29 octobre 1912)                                                    | Conservateur             |
| Hochelaga                       |                 | Louis Coderre (élection partielle en 1912, au 6 octobre 1915)                         | Conservateur             |
| Hochelaga                       |                 | Ésioff-Léon Patenaude (élection partielle en 1915)                                    | Conservateur             |
| Huntingdon                      |                 | James Alexander Robb                                                                  | Libéral                  |
| Jacques-Cartier                 |                 | Frederick Debartzch Monk (au 10 octobre 1911)                                         | Conservateur             |
| Jacques-Cartier                 |                 | Frederick Debartzch Monk (élection partielle en 1911, démissionne le 2 mars 1914)     | Conservateur             |
| Jacques-Cartier                 |                 | Joseph Adélard Descarries (élection partielle en 1915)                                | Conservateur             |
| Joliette                        |                 | Joseph Pierre Octave Guilbault                                                        | Conservateur             |
| Kamouraska                      |                 | Ernest Lapointe                                                                       | Libéral                  |
| Labelle                         |                 | Honoré Achim                                                                          | Conservateur             |
| Laprairie—Napierville           |                 | Roch Lanctôt                                                                          | Libéral                  |
| L'Assomption                    |                 | Paul-Arthur Séguin                                                                    | Libéral                  |
| Laval                           |                 | Charles Avila Wilson                                                                  | Libéral                  |
| Lévis                           |                 | Joseph Boutin Bourassa                                                                | Libéral                  |
| L'Islet                         |                 | Eugène Paquet                                                                         | Conservateur             |
| Lotbinière                      |                 | Edmond Fortier                                                                        | Libéral                  |
| Maisonneuve                     |                 | Alphonse Verville                                                                     | Travailliste             |
| Maskinongé                      |                 | Adélard Bellemare                                                                     | Conservateur indépendant |
| Mégantic                        |                 | Lucien Turcotte Pacaud                                                                | Libéral                  |
| Missisquoi                      |                 | William Frederic Kay                                                                  | Libéral                  |
| Montcalm                        |                 | David Arthur Lafortune                                                                | Libéral                  |
| Montmagny                       |                 | David Ovide L'Espérance                                                               | Conservateur             |
| Montmorency                     |                 | Joseph David Rodolphe Forget                                                          | Conservateur             |
| Nicolet                         |                 | Paul-Émile Lamarche                                                                   | Conservateur             |
| Pontiac                         |                 | Gerald Hugh Brabazon                                                                  | Conservateur             |
| Portneuf                        |                 | Michel-Siméon Delisle                                                                 | Libéral                  |
| Québec-Centre                   |                 | Arthur Lachance                                                                       | Libéral                  |
| Québec (Comté de)               |                 | Louis-Philippe Pelletier (au 10 octobre 1911)                                         | Conservateur             |
| Québec (Comté de)               |                 | Louis-Philippe Pelletier (élection partielle en 1911, démissionne le 20 octobre 1914) | Conservateur             |
| Québec (Comté de)               |                 | Thomas Chase Casgrain (élection partielle en 1914)                                    | Conservateur             |
| Québec-Est                      |                 | Wilfrid Laurier                                                                       | Libéral                  |
| Québec-Ouest                    |                 | William Power                                                                         | Libéral                  |
| Richelieu                       |                 | Pierre-Joseph-Arthur Cardin (élection annulée le 29 avril 1912)                       | Libéral                  |
| Richelieu                       |                 | Pierre-Joseph-Arthur Cardin (élection partielle en 1912)                              | Libéral                  |
| Richmond—Wolfe                  |                 | Edmund William Tobin                                                                  | Libéral                  |
| Rimouski                        |                 | Herménégilde Boulay                                                                   | Conservateur             |
| Rouville                        |                 | Rodolphe Lemieux                                                                      | Libéral                  |
| Sainte-Anne                     |                 | Charles Joseph Doherty (au 10 octobre 1911)                                           | Conservateur             |
| Sainte-Anne                     |                 | Charles Joseph Doherty (élection partielle en 1911)                                   | Conservateur             |
| Saint-Antoine                   |                 | Herbert Brown Ames                                                                    | Conservateur             |
| Saint-Hyacinthe                 |                 | Louis Joseph Gauthier                                                                 | Libéral                  |
| Saint-Jacques                   |                 | Louis Audet Lapointe                                                                  | Libéral                  |
| Saint-Jean—Iberville            |                 | Marie Joseph Demers                                                                   | Libéral                  |
| Saint-Laurent                   |                 | Robert Bickerdike                                                                     | Libéral                  |
| Sainte-Marie                    |                 | Médéric Martin                                                                        | Libéral                  |
| Shefford                        |                 | Georges Henri Boivin                                                                  | Libéral                  |
| Sherbrooke (Ville de)           |                 | Francis N. McCrea                                                                     | Libéral                  |
| Soulanges                       |                 | Wilfrid Laurier                                                                       | Libéral                  |
| Stanstead                       |                 | Charles Henry Lovell                                                                  | Libéral                  |
| Témiscouata                     |                 | Charles Arthur Gauvreau                                                               | Libéral                  |
| Terrebonne                      |                 | Wilfrid Bruno Nantel (au 10 octobre 1911)                                             | Conservateur             |
| Terrebonne                      |                 | Wilfrid Bruno Nantel (élection partielle en 1911, au 20 octobre 1914)                 | Conservateur             |
| Terrebonne                      |                 | Gédéon Rochon (élection partielle en 1915)                                            | Conservateur             |
| Trois-Rivières-et-Saint-Maurice |                 | Jacques Bureau                                                                        | Libéral                  |
| Vaudreuil                       |                 | Gustave Benjamin Boyer                                                                | Libéral                  |
| Wright                          |                 | Emmanuel Berchmans Devlin                                                             | Libéral                  |
| Yamaska                         |                 | Albéric Archie Mondou                                                                 | Conservateur             |

### Saskatchewan
| Circonscription | Circonscription | Nom                                                 | Parti        |
| --------------- | --------------- | --------------------------------------------------- | ------------ |
| Assiniboia      |                 | John Gillanders Turriff                             | Libéral      |
| Battleford      |                 | Albert Champagne                                    | Libéral      |
| Humboldt        |                 | David Bradley Neely                                 | Libéral      |
| Mackenzie       |                 | Edward L. Cash                                      | Libéral      |
| Moose Jaw       |                 | William Erskine Knowles                             | Libéral      |
| Prince Albert   |                 | James McKay (au 16 décembre 1914)                   | Conservateur |
| Prince Albert   |                 | Samuel James Donaldson (élection partielle en 1915) | Conservateur |
| Qu'Appelle      |                 | Levi Thomson                                        | Libéral      |
| Regina          |                 | William Melville Martin                             | Libéral      |
| Saltcoats       |                 | Thomas MacNutt                                      | Libéral      |
| Saskatoon       |                 | George Ewan McCraney                                | Libéral      |

### Yukon
| Circonscription | Circonscription | Nom             | Parti        |
| --------------- | --------------- | --------------- | ------------ |
| Yukon           |                 | Alfred Thompson | Conservateur |

## Sources
- Site web du Parlement du Canada

- (en) Cet article est partiellement ou en totalité issu de l’article de Wikipédia en anglais intitulé « 12th Canadian Parliament » (voir la liste des auteurs).